# Boleslav Kozelsko-Bytomský
Boleslav Kozelsko-Bytomský (polsky Bolesław bytomski) (narozen okolo 1332, zemřel 1354/1355) byl v letech 1352–1354/1355 bytomsko-kozelský kníže, z dynastie Piastovců, poslední mužský zástupce této linie Slezských Piastovců.

## Život a vláda
Boleslav byl druhým synem bytomského knížete Vladislava († 1351) a meklenburské kněžny Ludgardy (Luitgarda). Mezi roky 1342 a 1347, po smrti svého nevlastního bratra Kazimíra (matka Beatrix Braniborská, †1316) byl jmenován knížetem kozelským. V roce 1352 byl jmenován knížetem bytomským.
V roce 1354 se vydal s Karlem IV. na cestu o Itálie, tehdy si jel Karel IV. pro císařskou korunu. Na této výpravě za neobjasněných okolností zemřel, asi před 15. prosincem 1355.
Po smrti Boleslava v roce 1355 měla pak vdovská práva v knížectví. V roce 1357, 8. ledna, bylo knížectví rozděleno mezi těšínského knížete Kazimíra I. Těšínského (poručník dcer po Boleslavovi) a olešnického knížete Konráda I. Olešnického (manželka Eufemie Kozelská byla Boleslavovou sestrou). Markéta si vdovská práva udržela až do roku 1369.

## Manželství
Boleslav byl ženatý s bohatou nevěstou, Markétou ze Šternberka († 1365), dcerou Jaroslav ze Šternberka a Hoštejna a Markéty z Bíliny. Věnem získal 60 kop pražských grošů. V manželství se narodily tři dcery:
- Alžběta Bytomská (1347/1350–1374), od roku 1360 manželka těšínského knížete Přemysla I. Nošáka
- Eufemie Bytomská (1350/1352 – 26. srpna 1411), od roku 1364 manželka niemodlinského knížete Václava Falkenberského († 1369), od roku 1369 manželka Boleslava III. Minsterberského († 1410)
- Boleslava Bytomská (1351/1355–1427/1429), od roku 1360 (de facto 1363/1367) manželka Čenka z Vartemberka, od 1369/1405 řádová sestra cisterciánka v Trzebnici (abatyše 1405–1427)

## Smrt
Zemřel v Itálii, před 15. prosincem 1355. Byl pochován v katedrále ve vesnici Venzone. Jeho pěkně zdobený náhrobek, který byl zničen při zemětřesní v roce 1976, byl v pozdějších létech restaurován.